# Матвієво (Клинський район)
Матвеєво — село у складі міського поселення Клин Клинського району Московської області Російської Федерації.

## Розташування
Село Матвеєво входить до складу міського поселення Клин, воно розташовано на березі річки Липня.
Найближчі населені пункти, Язиково, Сидорково.

## Населення
Станом на 2010 рік у селі проживало 6 людей